# Diljit Dosanjh
Diljit Singh Dosanjh (Jalandhar, 6 de enero de 1984) es un cantante y actor de cine Indio de etnia panyabí.
Pertenece a la religión Sij.

## Carrera

### Música
Dosanjh debutó con su primer álbum titulado Ishq Da Uda Ada. En total ha editado seis álbumes de estudio, entre ellos The Next Level, su registro más exitoso.
El 3 de febrero de 2020, Dosanjh ha reconocido su aprecio por la estrella del pop mundial Rihanna al lanzar una nueva canción titulada RiRi en su honor. La canción 'RiRi (Rihanna)' llega menos de 24 horas después de que Rihanna prestara su apoyo a la actual protesta de los agricultores en India.

### En el cine
Diljit hizo su debut como actor para una película de Panyab titulada The Lion of Punjab (El León de Panyab),dónde también canta la canción de apertura de la película. Este rodaje  le abrió las puertas a las observaciones de los críticos, y logró arrasar con éxito en la taquilla. En 2011 protagonizó la aclamada película titulada ET Jihne Mera Dil Luteya, que resultó ser un film de éxito de taquilla, obteniendo una gran venta y crítica. Los críticos elogiaron el desempeño Diljit, esto para una película cómica. En febrero de 2012, participó en una película hindi titulada Tere Naal Love Ho Gaya, un film que trata sobre un romance de amor. También participó para un video musical, con una canción titulada "Pee Pee Pa Pa". Su primera publicación oficial de 2012, se anunció que participará para una película basada en una historia de amor titulada Jatt & Juliet junto a Neeru Bajwa.

## Discografía
| Año  | Álbum                               | Etiqueta                     | Director de música        |
| ---- | ----------------------------------- | ---------------------------- | ------------------------- |
| 2003 | Ishq da uda aada                    | Finetone                     | *******                   |
| 2004 | Dil                                 | Finetone                     | Sukhpal Sukh              |
| 2005 | Smile                               | Finetone                     | Sukhpal Sukh              |
| 2007 | Ishq Ho Gaya                        | Finetone                     | Sachin Ahuja              |
| 2008 | Chocolate                           | Planet Recordz               | Pavneet Birgi             |
| 2009 | The Next Level                      | T-Series                     | Honey Singh               |
| 2011 | International Villager(Goliyan).    | Speed Records                | Honey Singh               |
| 2012 | Urban Pendu (lanzamiento cancelado) | Kamlee Records/Speed Records | Bhinda Aujla, Honey Singh |
| 2012 | Sikh (Dharmik).                     | Speed Records                |                           |

### Sencillos
| Año  | Lista                  | Director musical |
| ---- | ---------------------- | ---------------- |
| 2009 | Bhagat Singh           | Honey Singh      |
| 2009 | Dance With Me          | Honey Singh      |
| 2010 | Main Me & Myself       | Honey Singh      |
| 2011 | Lak 28 Kudi Da         | Honey Singh      |
| 2011 | Caty Eyes              | Honey Singh      |
| 2012 | tere naal love ho gaya | —                |
| 2012 | 15 Saal (TBA)          | Honey Singh      |
| 2012 | Bodyguard              | Joy-Atul         |

## Filmografía
| Año  | Película              | Personaje        | Notas                                       | Música                                                      |
| ---- | --------------------- | ---------------- | ------------------------------------------- | ----------------------------------------------------------- |
| 2010 | Mel Karade Rabba      | Rajveer Dhillon  | Aparición especial                          | Jaidev Kumar, Aman Hayer                                    |
| 2011 | The Lion of Punjab    | Avtar Singh      | PTC Punjabi Award por mejor debut masculino | Anand Raj Anand, Yo Yo Honey Singh                          |
| 2011 | Jihne Mera Dil Luteya | Gurnoor Randhawa | PTC Punjabi Award por mejor actor           | Yo Yo Honey Singh, Bhinda Aujla, Jatinder Singh, Aman Hayer |
| 2012 | Jatt & Juliet         | Jatt             | Verano de 2012                              | Bhinda Aujla, Yo Yo Honey Singh                             |
| 2012 | Jatt Romantic         | Raju Bains       | Invierno de 2012                            | Bhinda Aujla                                                |